# Anyphaena ayshides
Anyphaena ayshides är en spindelart som beskrevs av Takeo Yaginuma 1958. Anyphaena ayshides ingår i släktet Anyphaena och familjen spökspindlar. Inga underarter finns listade i Catalogue of Life.